# Eksångare
Eksångare (Iduna pallida) är en liten fågel i familjen rörsångare (Acrocephalidae) som tidigare ingick i familjen sångare. Den häckar från sydöstra Europa till Iran, men även i spridda områden i Nordafrika. Vintertid övervintrar den i Afrika. Fågeln är en sällsynt gäst norr om sitt utbredningsområde, med en handfull fynd i Sverige. Tidigare behandlades den västligare macchiasångaren som underart till eksångaren. IUCN kategoriserar den som livskraftig.

## Kännetecken

### Utseende
Eksångaren är en liten sångare, omkring 12–14 centimeter lång. Till utseendet påminner den om en blek rörsångare på grund av sin flacka panna, spetsiga profil och långsmala näbb, samt mörka tygel och kort ljust ögonbrynsstreck. På översidan är den blekt gråbrun med en olivgrön ton, kroppssidorna är brunbeige övergående i vitt på buken. Övre näbbhalvan är mörk och undre gulbrun. Benen är grå. 
Till skillnad från rörsångaren har eksångaren aldrig rostton på övergumpen. Vidare syns gråvita kanter och spetsar på den tvärt avskurna stjärten. Karakteristiskt är också vanan att vippa nedåt med stjärten när den rör sig i vegetationen, ett beteende som rörsångaren saknar. Det gör även mycket lika macchiasångaren som tidigare behandlades som underart till eksångaren. Denna är vidare ljusare brun ovan utan kontrasterande ljusa kanter på armpennorna. Näbben är också lång, bred och "svullen".

### Läten
Sången är ett rätt entonigt cykliskt pladdrande, med dåligt artikulerade toner. Olikt flera släktingar härmar den inte andra arter. Den lockar med ett nasalt tjack, mittemellan svarthättans och trädgårdssångarens.

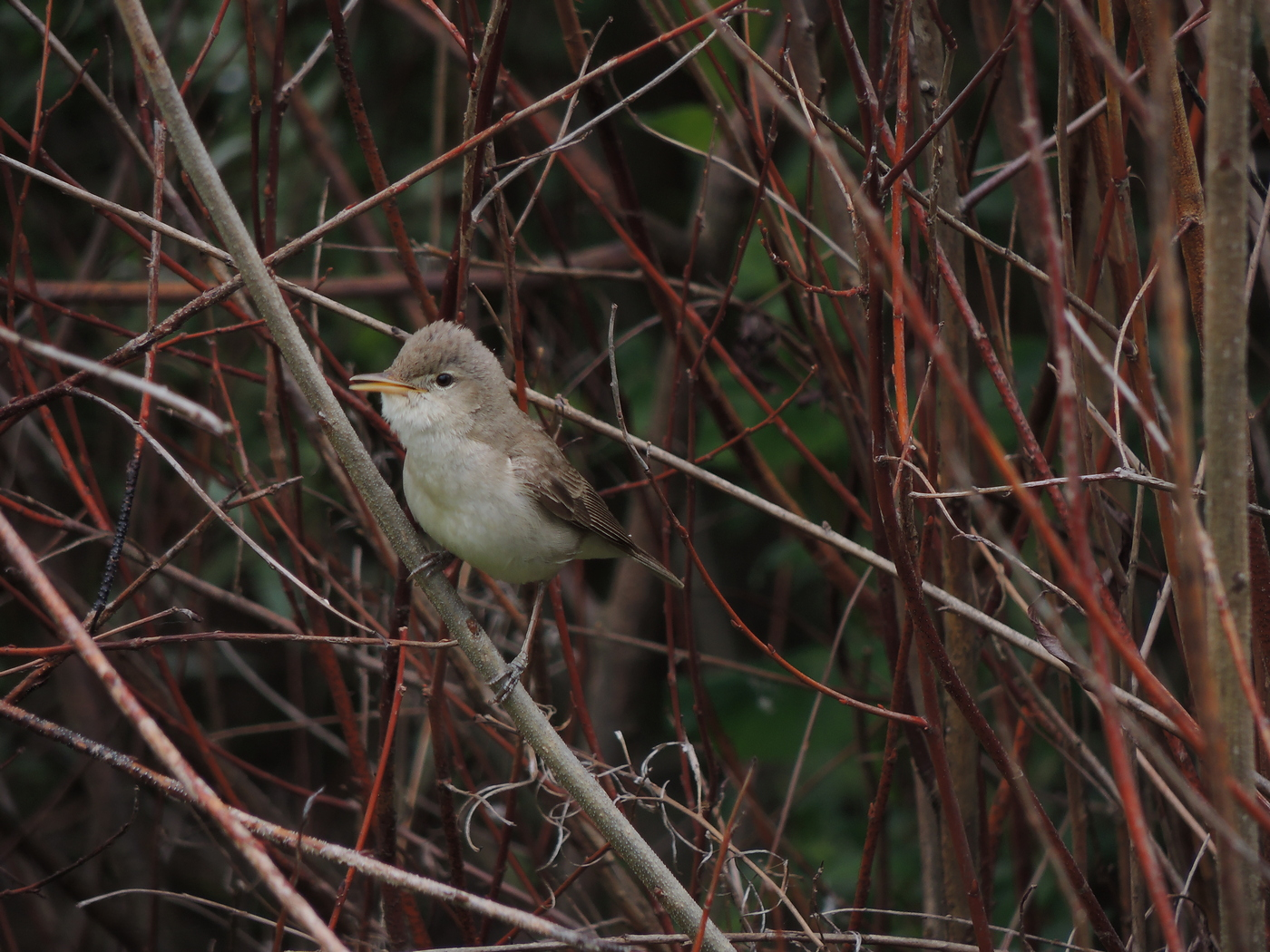

## Utbredning och systematik
Eksångaren häckar dels från sydöstra Europa österut till sydvästra Asien, dels i fläckvist i Afrikai i söder till Niger, Tchad, Nigeria och Sudan. Arten delas upp i fyra underarter med följande utbredning:
- östlig eksångare[4] Iduna pallida elaeica – häckar från sydöstra Europa till Iran och sydvästra Asien, övervintrar i nordöstra Afrika
- Iduna pallida pallida – häckar i Egypten söderut till centrala Sudan, övervintrar i Sudan, Eritrea och Etiopien
- Iduna pallida reiseri – förekommer i Algeriska delen av Sahara, södra Marocko, Mauretanien och Libyen
- Iduna pallida laeneni – förekommer från Niger, Tchad och Nigeria till västra Sudan

Vissa urskiljer även underarten alulensis med utbredning i norra Somalia.

### Släktskap
Fram till 2003 behandlades eksångare och macchiasångare (Iduna opaca) som en och samma art. Tillsammans är de närmast släkt med artparet stäppsångare och saxaulsångare. Alla fyra placerades tidigare i Hippolais, men genetiska studier visar att arterna i Hippolais så som det traditionellt är konstituerat inte är varandras närmaste släktingar. De lyfts därför ut till det egna släktet Iduna tillsammans med två arter tidigare placerade i Chloropeta, afrikansk gulsångare och berggulsångare.

### Familjetillhörighet
Rörsångarna behandlades tidigare som en del av den stora familjen sångare (Sylviidae). Genetiska studier har dock visat att sångarna inte är varandras närmaste släktingar. Istället är de en del av en klad som även omfattar timalior, lärkor, bulbyler, stjärtmesar och svalor. Idag delas därför Sylviidae upp i ett flertal familjer, däribland Acrocephalidae.

### Eksångare i Sverige
Eksångaren är en mycket sällsynt gäst i Sverige, med elva fynd till och med 2019, från Simrishamn i Skåne till Likskärets naturreservat i Norrbotten. Första fyndet gjordes av en ungfågel 26 augusti 1993 i Ottenby på Öland som ringmärktes.

## Ekologi
Eksångaren häckar i torr buskmark med stenek, björnbär och cistros, men också slyskog, trädgårdar och utmed vattendrag. Dess huvudföda består av insekter. 

### Häckning
Eksångaren häckar i maj och juni, med en kull i Europa och Asien men möjligen två i Afrika. Det välbyggda skålformade boet av växtfibrer och kvistar fodras med växtdun och päls. Det placeras i en grenklyka, ofta mellan en och fyra meter ovan mark, vanligen i en tamarisk. Däri lägger den tre till fem ägg som enbart ruvas av honan, i elva till 13 dagar. Föräldrarna hjälps dock åt med att mata ungarna som är flygga efter ytterligare elva till 15 dagar.

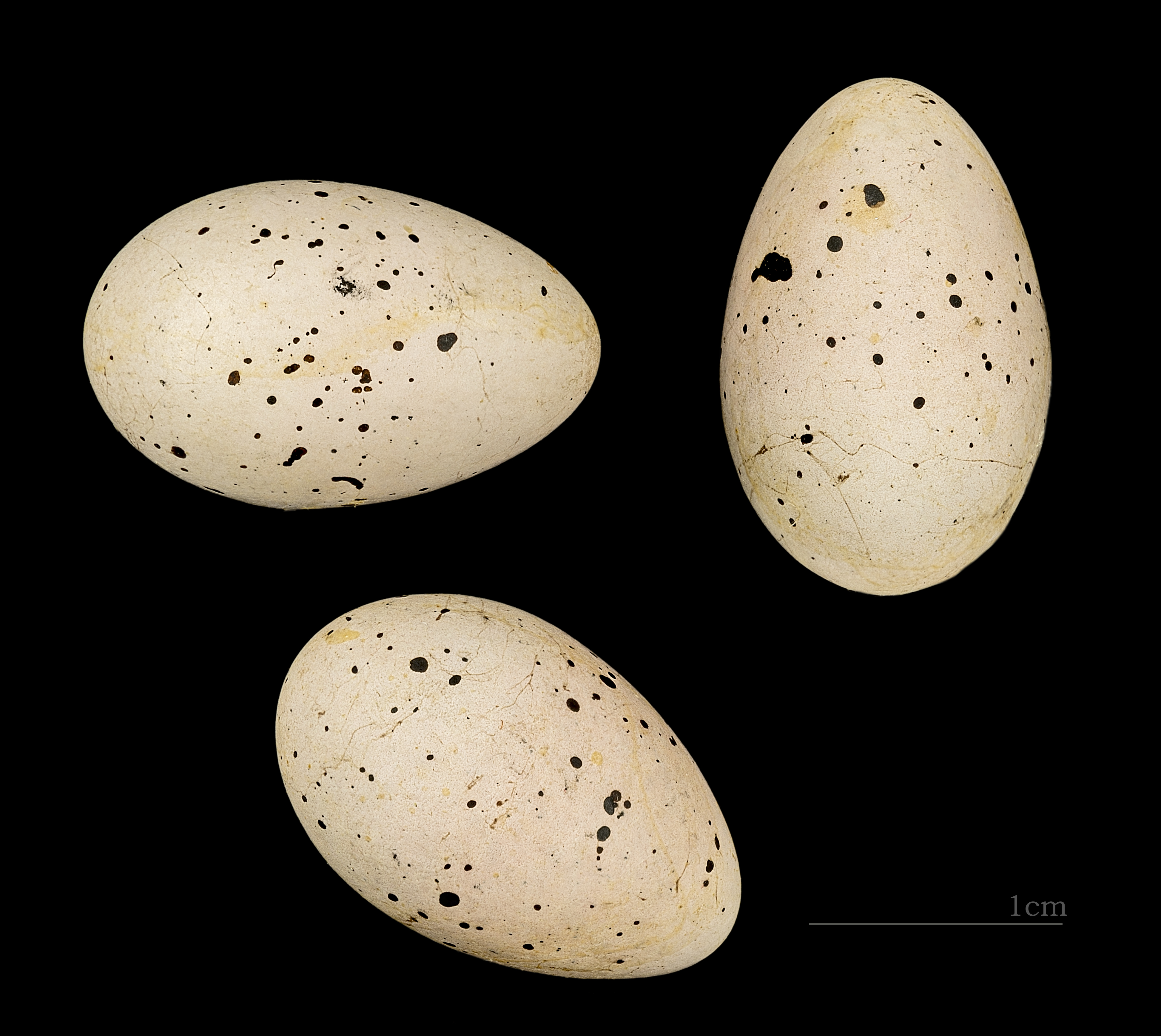
Ägg från eksångare, underarten elaeica.

## Status
Arten har ett stort utbredningsområde och internationella naturvårdsunionen IUCN kategoriserar arten som livskraftig. Beståndsutvecklingen är dock oklar. Den beskrivs som ganska vanlig eller vanlig i stora delar av sitt utbredningsområde, lokalt även mycket vanlig. Världspopulationen är mycket stor, uppskattad till mellan 21,7 och 45,3 miljoner adulta individer.
Beståndet i Europa uppskattades på 1990-talet till 130 000–160 000 pairs, varav den stora majoriteten (120 000) i Grekland. Turkiet uppskattades rymma 1,5 miljoner par. I vissa områden kan tätheten vara mycket hög, som sex par på endast 0,1 hektar på Cypern och 100 par på 5 km² i Israel.

## Taxonomi och namn
Eksångaren beskrevs som art av Wilhelm Hemprich och Christian Gottfried Ehrenberg 1833, under namnet Curruca pallida. På svenska har den tidigare även kallats blek härmsångare.